# FIFA 96
FIFA 96 je FIFA-ina videoigra proizvođača Extended Play Productions i izdavača Electronic Artsa. Izašla je 1995./1996. i proizvedena je za Sega 32X, Sega Mega Drive, Sega Game Gear, SNES, DOS/Windows, Sega Saturn, PlayStation i Game Boy.

## Mogućnosti
Mogućnosti igre ostale su kao i u prehodnika (FIFA 95), a što se tiče liga, sve su iste, osim tri nove koje nisu bile u FIFA-i 95. Tri nove lige koje su debitirale na FIFA-i 96:
- Malaysia Super League
- Scottish Premier League
- Allsvenskan